# Percy Wyndham-O'Brien, I conde de Thomond
Percy Wyndham-O'Brien, I conde de Thomond (c. 1713-1774) fue miembro del Parlamento de Gran Bretaña y un par irlandés.

## Orígenes
Era el hijo menor de Sir Sir William Wyndham (c.1688-1740) de Orchard Wyndham, Somerset, Secretario de Guerra en 1712, Canciller de la Hacienda en 1713 y líder del partido Tory en la Cámara de los Comunes durante el reinado de Jorge I (1714-1727) y  los primeros años del de Jorge II (1727- 1760). Su madre era Catherine Seymour, hijo del VI duque de Somerset, caballero de la orden de la Jarretera, y hermana de Algernon Seymour, VII duque de Somerset (1684-1750),  nombrado en 1749  conde de Egremont y barón Cockermouth, con una cláusula de sucesión especial a favor de Charles Wyndham (1710-1763), hermano mayor de Percy.

## Herencia
En 1741, el viudo de su tía, Henry O'Brien, VIII conde de Thomond, murió sin descendencia a quien legarle sus propiedades en Irlanda, legándoselos a Percy, de veintiocho años. Como parte de las cláusulas de herencia, Percy tuvo que añadir el apellido "O'Brien" al suyo. El 11 de diciembre de 1756, se volvieron a crear para él el condado de Thomond y la baronía de Ibracken.

## Carrera política
Se formó en la Universidad de Oxford. El era miembro del Parlamento en Taunton, Somerset, de 1745 a 1747, sucediendo a su hermano mayor Sir Charles Wyndham (1710-1763), futuro conde de Egremont. Más tarde, pasó a ser miembro por Minehead, Somerset, hasta 1754  y por Cockermouth, Cumberland, hasta 1761, (Cockermouth y Egremont eran parte de los estados de los Percy en Cumberland, parte de cuya herencia iba a recaer en Charles Wyndham). Tras estos años, Percy Wyndham no volvió a ser miembro del parlamento hasta 1768, cuando ocupó un puesto por Winchelsea.

## Muerte y sucesión
Murió ocupando dicho puesto en 1774. Al estar soltero y sin hijos, los títulos volvieron ha extinguirse y sus propiedades pasaron a When Percy died unmarried and without issue in 1774 the earldom again became extinct. His estates passed to his nephew George O'Brien Wyndham, III conde de Egremont (1751-1837) de Petworth House, Sussex y Orchard Wyndham.